# Los Indios (Texas)
Los Indios est une ville située à l'ouest du comté de Cameron, au Texas, aux États-Unis,.

## Démographie
Lors du recensement de 2010, la ville comptait une population de 1 083 habitants. Elle est estimée, le 1er juillet 2019, à 1 138 habitants.

### Source de la traduction
- (en) Cet article est partiellement ou en totalité issu de l’article de Wikipédia en anglais intitulé « Los Indios, Texas » (voir la liste des auteurs).